# Ngô Văn Trí
Ngô Văn Trí  (* 28. Februar 1969 in Đà Nẵng) ist ein vietnamesischer Herpetologe. Sein Forschungsschwerpunkt sind die Echsen (insbesondere Geckos) und Schlangen Vietnams.

## Leben
Ngô Văn Trí ist in Đà Nẵng geboren und aufgewachsen. Nach dem Schulabschluss war er als Maurer tätig. Danach folgten die Absolvierung der Ho-Chi-Minh Universität für Naturwissenschaften und ab 2011 ein Studium am Institut für Tropenbiologie der Vietnamesischen Akademie der Wissenschaften und Technologie in Ho-Chi-Minh-Stadt, wo er im Jahr 2015 zum Ph.D. in Ökologie und Evolutionsbiologie promoviert wurde. Seit Juli 1994 ist er Naturschutzbiologe an der Abteilung für Umweltmanagement und Technologie am Institut für Tropenbiologie, wo er für eine Sammlung von über 300 Echsen-Exemplaren verantwortlich ist. Seit den 1990er Jahren entdeckte Ngô Văn Trí zahlreiche neue Geckoarten während hunderten von Exkursionen in die Wälder von Bidoup-Núi Bà, Núi Chúa, Phong Nha-Kẻ Bàng, auf die küstennahen Thổ-Chu-Inseln und auf die Insel Hon Khoai in der Provinz Cà Mau. Er war Mitarbeiter beim Indochina-Programm von Fauna and Flora International (FFI).

## Erstbeschreibungen von Ngô Văn Trí
Ngô Văn Trí ist seit 2007 an folgenden Erstbeschreibungen beteiligt gewesen:
- Caspis aurantiacopes Grismer & Ngo, 2007
- Cnemaspis caudanivea Grismer & Ngo, 2007
- Cnemaspis nuicamensis Grismer & Ngo, 2007
- Cnemaspis psychedelica Grismer, Ngo & Grismer, 2010
- Cnemaspis tucdupensis Grismer & Ngo, 2007
- Cryptelytrops honsonensis Grismer, Ngo, Grismer, 2008
- Cyrtodactylus bichnganae Tri & Grismer, 2010
- Cyrtodactylus bobrovi Nguyen, Le, Van Pham, Ngo, Hoang, The Pham & Ziegler, 2015
- Cyrtodactylus calamei Luu, Bonkowski, Nguyen, Le, Schneider, Ngo & Ziegler, 2016
- Cyrtodactylus cucphuongensis Ngo & Onn, 2011
- Cyrtodactylus culaochamensis Ngo van Tri, Grismer, Thai & Wood, 2020
- Cyrtodactylus dati Ngo Van Tri, 2013
- Cyrtodactylus eisenmanae Ngo Van Tri, 2008
- Cyrtodactylus grismeri Ngo Van Tri, 2008
- Cyrtodactylus hinnamnoensis Luu, Bonkowski, Nguyen, Le, Schneider, Ngo & Ziegler, 2016
- Cyrtodactylus hontreensis Ngo, Grismer & Grismer, 2008
- Cyrtodactylus huynhi Ngo & Bauer, 2008
- Cyrtodactylus lomyenensis Ngo Van Tri & Pauwels, 2010
- Cyrtodactylus martini Ngo Van Tri, 2011
- Cyrtodactylus otai Nguyen, Le, Van Pham, Ngo, Hoang, The Pham & Ziegler, 2015
- Cyrtodactylus phuquocensis, Tri, Grismer & Grismer, 2010
- Cyrtodactylus pseudoquadrivirgatus Rösler, Nguyen, Vu, Ngo & Ziegler, 2008
- Cyrtodactylus sommerladi Luu, Bonkowski, Nguyen, Le, Schneider, Ngo & Ziegler, 2016
- Cyrtodactylus sonlaensis Nguyen, Pham, Ziegler, Ngo & Le, 2017
- Cyrtodactylus takouensis Ngo & Bauer, 2008
- Cyrtodactylus thochuensis Ngo Van Tri & Grismer, 2012
- Cyrtodactylus yangbayensis Tri & Onn, 2010
- Dixonius aaronbaueri Ngo & Ziegler, 2009
- Dixonius minhlei Ziegler, Botov, Nguyen, Bauer, Brennan, Ngo & Nguyen, 2016
- Gecko aaronbaueri Tri, Thai, Phimvohan, David, Teynié, 2015
- Gekko canaensis Ngo & Gamble, 2011
- Gekko russelltraini Ngo Van Tri, Bauer, Wood, & JL Grismer, 2009
- Gekko takouensis Ngo & Gamble, 2010
- Hemiphyllodactylus banaensis Ngo Van Tri, Grismer, Thai & Wood, 2014
- Hemiphyllodactylus tehtarik Grismer, Wood Jr, Anuar, Muin, Quah, McGuire, Brown, Van Tri & Thai, 2013
- Trimeresurus honsonensis (Grismer, Ngo & Grismer, 2008)

## Dedikationsnamen
Im Jahr 2009 entdeckte Ngô Văn Trí in einem Restaurant in Bà Rịa Schmetterlingsagamen, bei denen alle Exemplare identisch aussehende Weibchen waren. Er kontaktierte seine US-amerikanischen Kollegen Larry Lee Grismer und Jesse Leland Grismer, die nach Vietnam flogen und bestätigten, dass es sich um eine neue Art handelt, die in der Provinz Bà Rịa-Vũng Tàu vorkommt und sich durch Parthenogenese fortpflanzt. Im Jahr 2010 wurde diese Form von den Grismers als Leiolepis ngovantrii erstbeschrieben und nach Ngô Văn Trí benannt.